# Neurey-lès-la-Demie
Neurey-lès-la-Demie är en kommun i departementet Haute-Saône i regionen Bourgogne-Franche-Comté i östra Frankrike. Kommunen ligger i kantonen Noroy-le-Bourg som tillhör arrondissementet Vesoul. År 2022 hade Neurey-lès-la-Demie 352 invånare.

## Befolkningsutveckling
Antalet invånare i kommunen Neurey-lès-la-Demie
| Referens: INSEE |